# 指宿站
指宿站（日语：／ Ibusuki eki */?）是一座位於鹿兒島縣指宿市的九州旅客鐵道（JR九州）指宿枕崎線的鐵路車站。

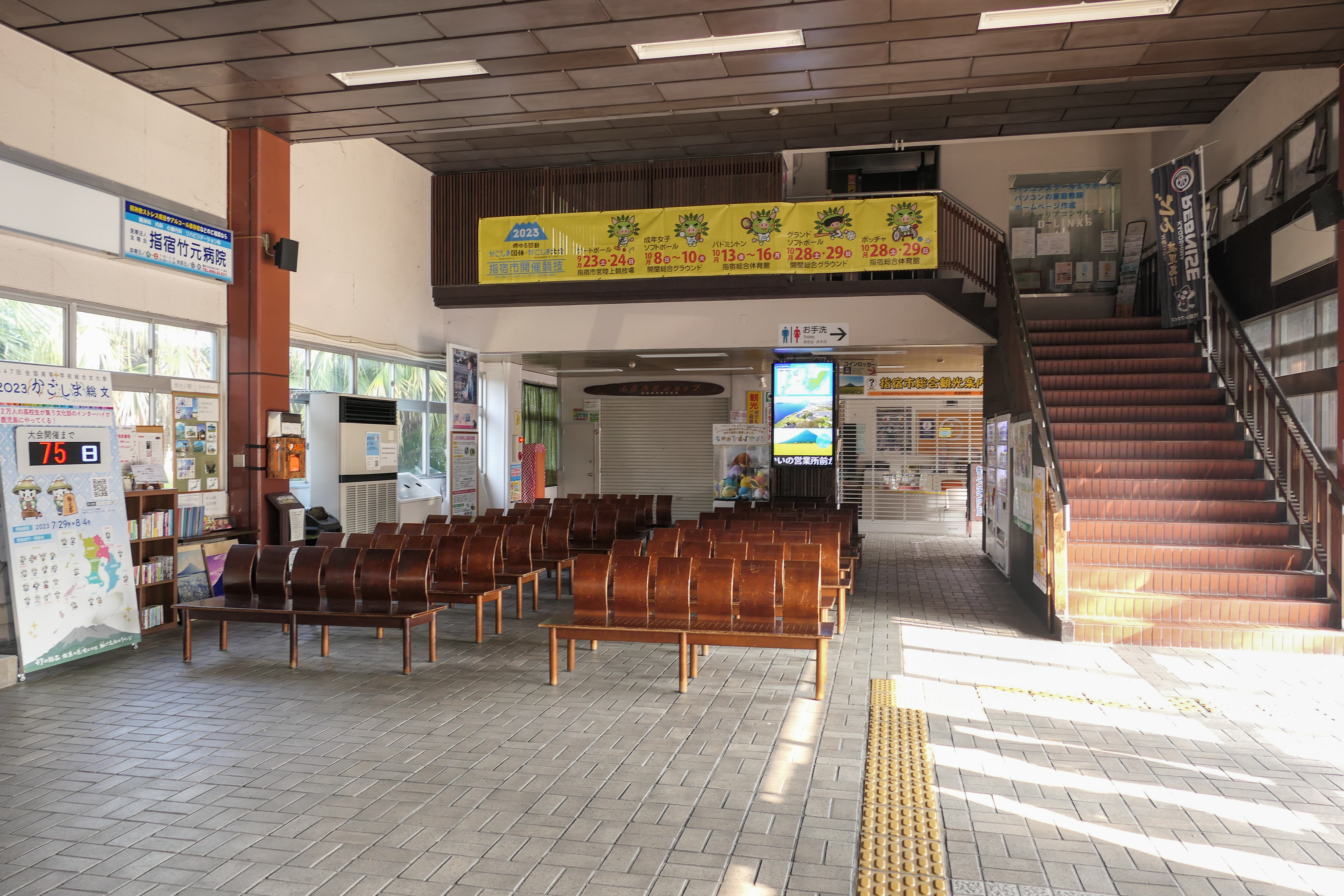
車站內部(2023年5月)

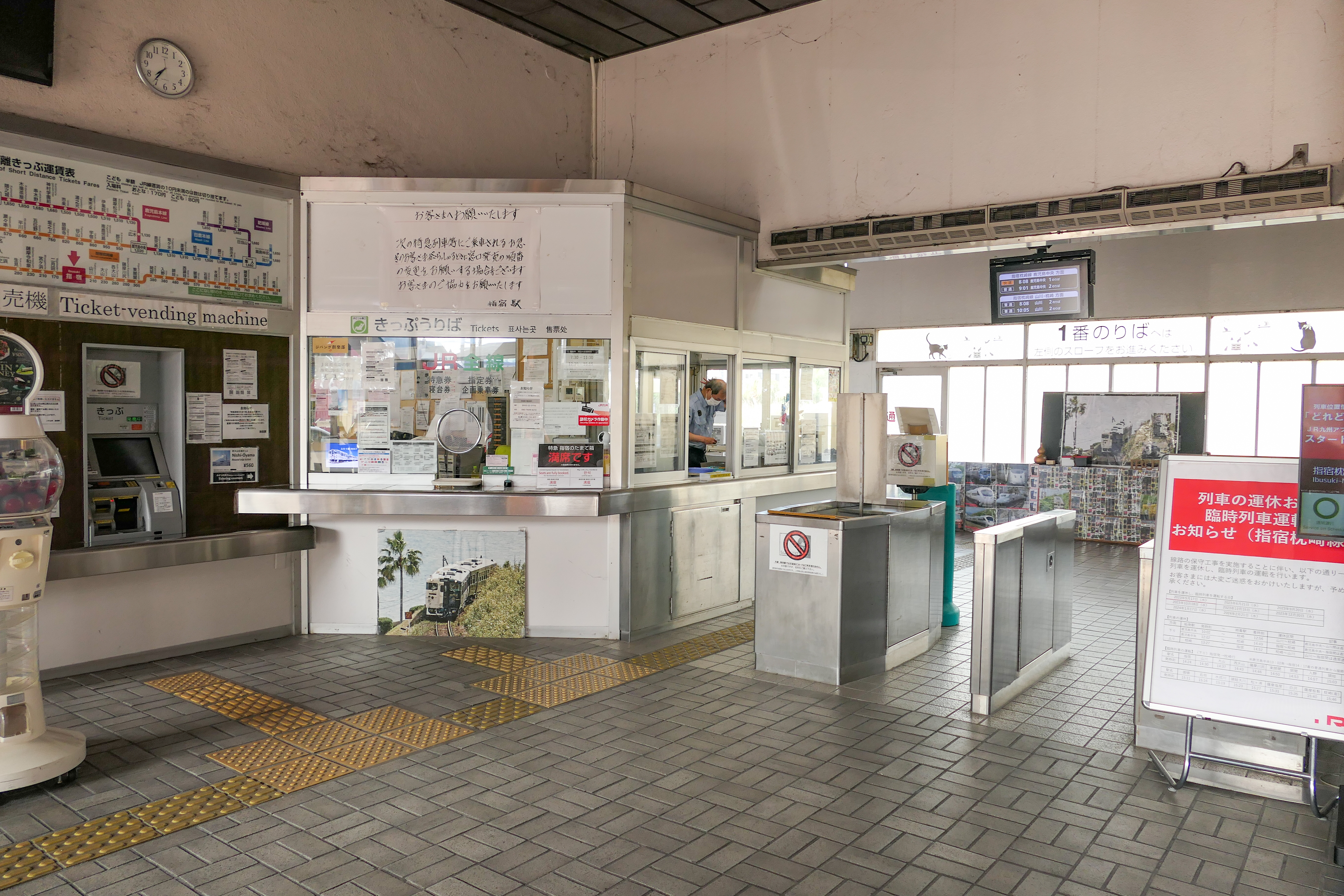
閘口(2023年5月)

## 車站構造
車站月台中，有一個1面1線側式月台，以及一個1面2線島式月台，可以列車交會。車站西邊有一些預留線。主要是使用1號月台。車站為一個直營站，設有綠窗口，為全日本最南的綠窗口。車站內也設有自動檢查口及自動售票機。

### 月台配置
| 月台 | 路線        | 方向 | 目的地               |
| ---- | ----------- | ---- | -------------------- |
| 1    | ■指宿枕崎線 | 上行 | 喜入、鹿兒島中央方向 |
| 1    | ■指宿枕崎線 | 下行 | 山川、枕崎方向       |
| 2    | ■指宿枕崎線 | 下行 | 山川、枕崎方向       |
| 3    | ■指宿枕崎線 | 上行 | 喜入、鹿兒島中央方向 |

## 利用狀況
- 在2007年，平均1日的乘車人數為724人。

| 乘車人數變化 | 乘車人數變化 |
| 年度         | 1日平均人數  |
| ------------ | ------------ |
| 2003         | 625          |
| 2004         | 731          |
| 2005         | 699          |
| 2006         | 670          |
| 2007         | 724          |

## 历史
- 1934年（昭和9年）12月19日：喜入站至指宿站開通，車站啟用。
- 1936年（昭和11年）3月25日：指宿站至山川站開通。
- 1971年（昭和46年）2月1日：停止貨運服務。
- 1980年（昭和55年）12月：鋼筋混凝土製成的第二代站舍完工，站前廣場改善工程動工。
- 1987年（昭和62年）4月1日：因國鐵分割民營化，本站成為九州旅客鐵道的車站。
- 2011年（平成23年）3月12日：特急「指宿之玉手箱」開始運行，指宿站取代鹿兒島中央站成為日本最南端的特急停車站。

## 車站周邊
- 指宿溫泉
  - 蒸熱砂溫泉
- 指宿郵局
- 指宿湯之濱郵局
- 中小路簡單郵局
- 鹿兒島交通巴士指宿站前巴士站・指宿分所
  - 鹿兒島・岩崎大飯店・鹿兒島機場・山川・東大川方向
  - 伊西巴士（市内循環巴士）

※最近指宿市政廳的車站為二月田站

## 相鄰車站
九州旅客鐵道
指宿枕崎線
特急「指宿之玉手箱」 始發、終到站
■快速「菜之花」、■普通
二月田－指宿－山川

## 相關項目
- 日本鐵路車站列表

## 外部連結
- 指宿車站 （页面存档备份，存于）（日語）